# Ания Фаустина
За Ания Галерия Фаустина, съпругата на римския император Антонин Пий, вижте статията Фаустина Стара
Ания Фаустина или Ания Аврелия Фаустина е римска императрица и трета съпруга на император Елагабал за кратко през 221 г.

## Произход
Дъщеря е на Тиберий Клавдий Север Прокул (консул 200 г.) и Ания Фаустина. Тя е правнучка на Марк Аврелий и Фаустина Млада.

## Римска императрица
Нейният първи съпруг е Помпоний Бас, римски политик – консул през 221 г. Преди юни 221, римския император Елагабал пожелава Фаустина да стане негова жена. Преди да се ожени за нея, той заповядва екзекуция на нейния първи съпруг. След смъртта му, Елагабал забранява на Фаустина да го оплаква.
През юли 221 г. Елагабал се жени за нея. Римското общество приема по-добре този му брак от предишния – за весталката девица Юлия Севера. Не е известна съдбата ѝ, след като Елагабал се развежда с нея през 221 г., за да се върне към Юлия Севера и да я направи своя четвърта жена. Според оцелелите данни, тя изглежда е последната известна потомка на Нерво-Антониновата династия.